# Nemophora bellela
Nemophora bellela is een vlinder uit de familie van de langsprietmotten (Adelidae). De wetenschappelijke naam van de soort werd in 1863 als Adela bellela gepubliceerd door Francis Walker.
De soort komt voor in Europa.